# Balamber
Balamber ou Balamiro foi, segundo a Gética de Jordanes, um rei dos hunos que ca. 375 atacou os grutungos do rei Hermenerico. Segundo essa narrativa, ele aliou-se a Gesimundo, filho de Hunimundo, o Velho e neto do falecido rei, que o ajudou a derrotar o sucessor Vinitário (r. 375–376). Com a morte de Vinitário, Balamber casou-se com sua neta Vadamerca.
Segundo Peter Heather e outros historiadores, sua história parece improvável,[a] sendo ele provavelmente meramente uma corruptela do rei Valamiro. Essa teoria fundamenta-se na similaridade entre a Balamber e a forma grega de Valamiro (Βαλάμερ), bem como no parentesco implausível entre Vinitário e Vandalário, o pai de Valamiro. Apesar disso, Herwig Wolfram afirma que eles eram pessoas distintas, e que o nome Balamber é originário do termo iraniano Balimber, comum no Danúbio inferior desde o século II.